# Kościół św. Jacka w Warszawie

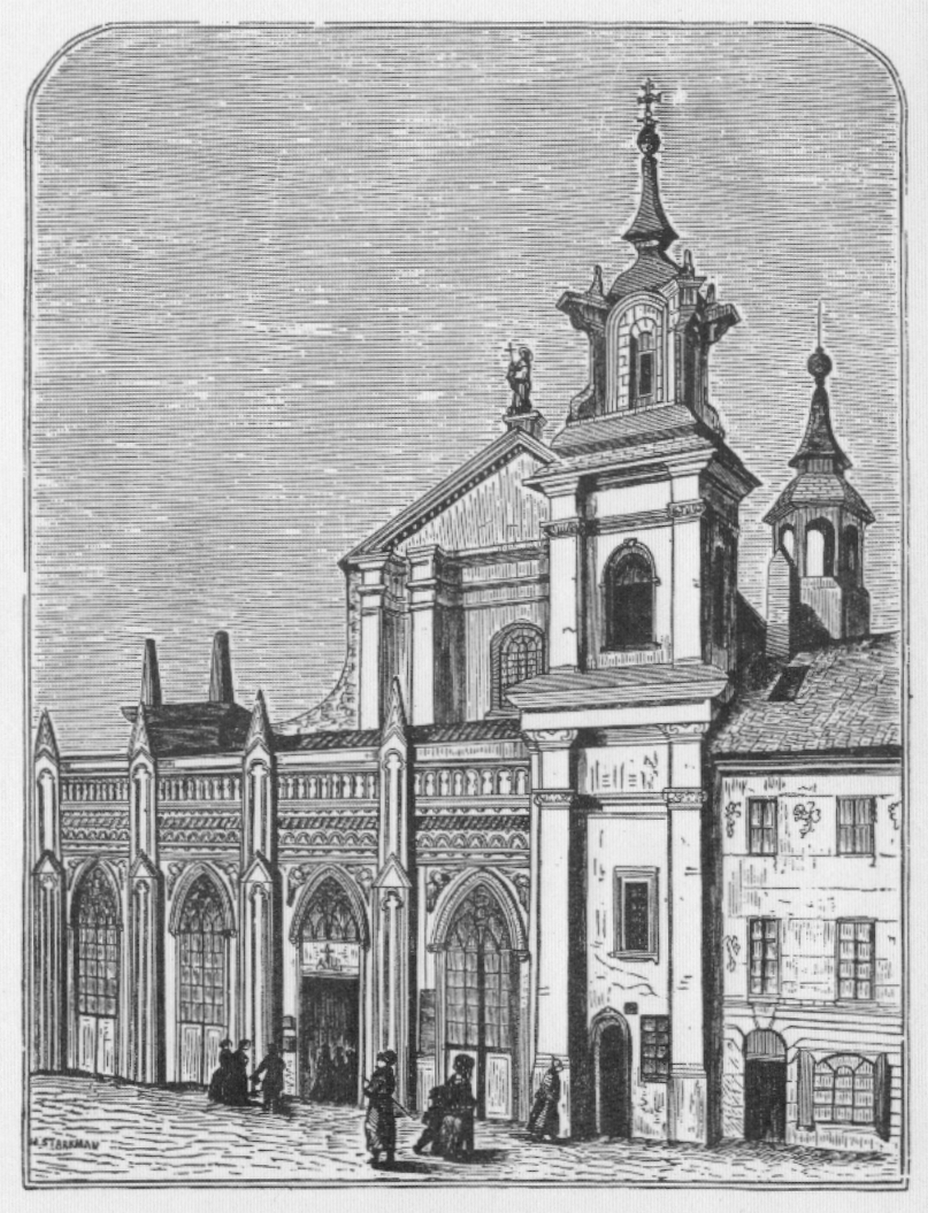
Drzeworyt Michała Starkmana z około 1855 roku

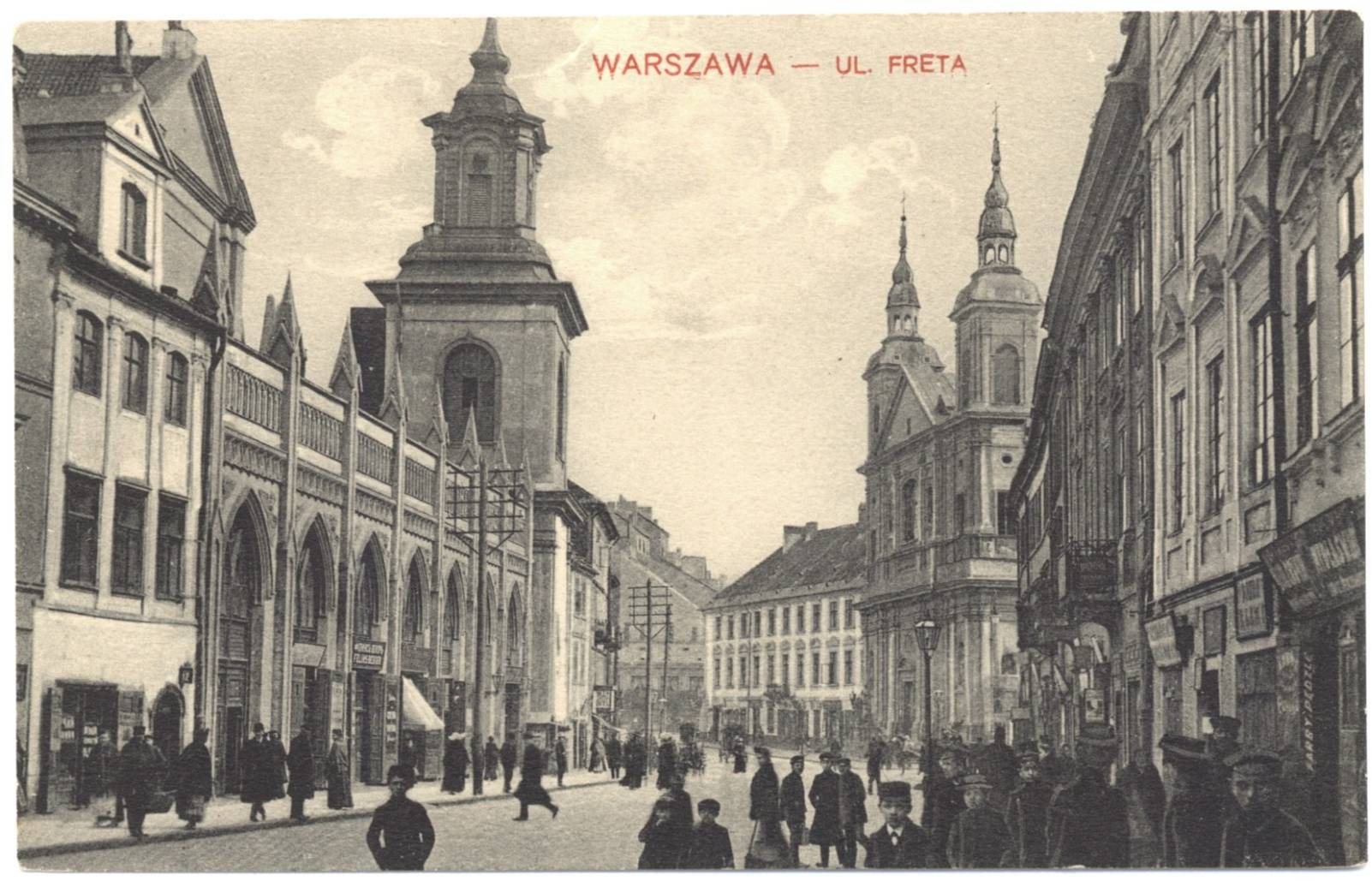
Kościół w perspektywie ulicy Freta przed pierwszą wojną światową

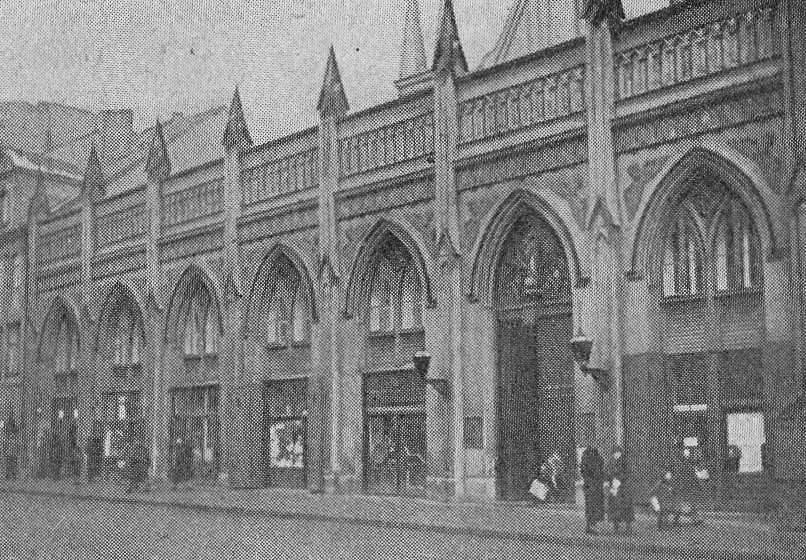
Neogotycka fasada przed 1939 rokiem

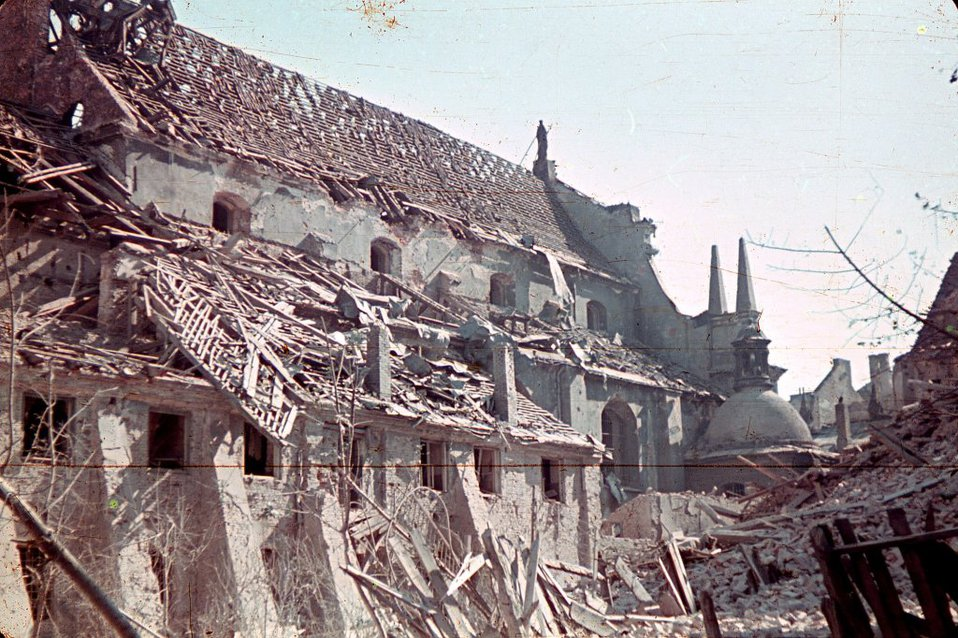
Świątynia podczas powstania warszawskiego, sierpień 1944 roku

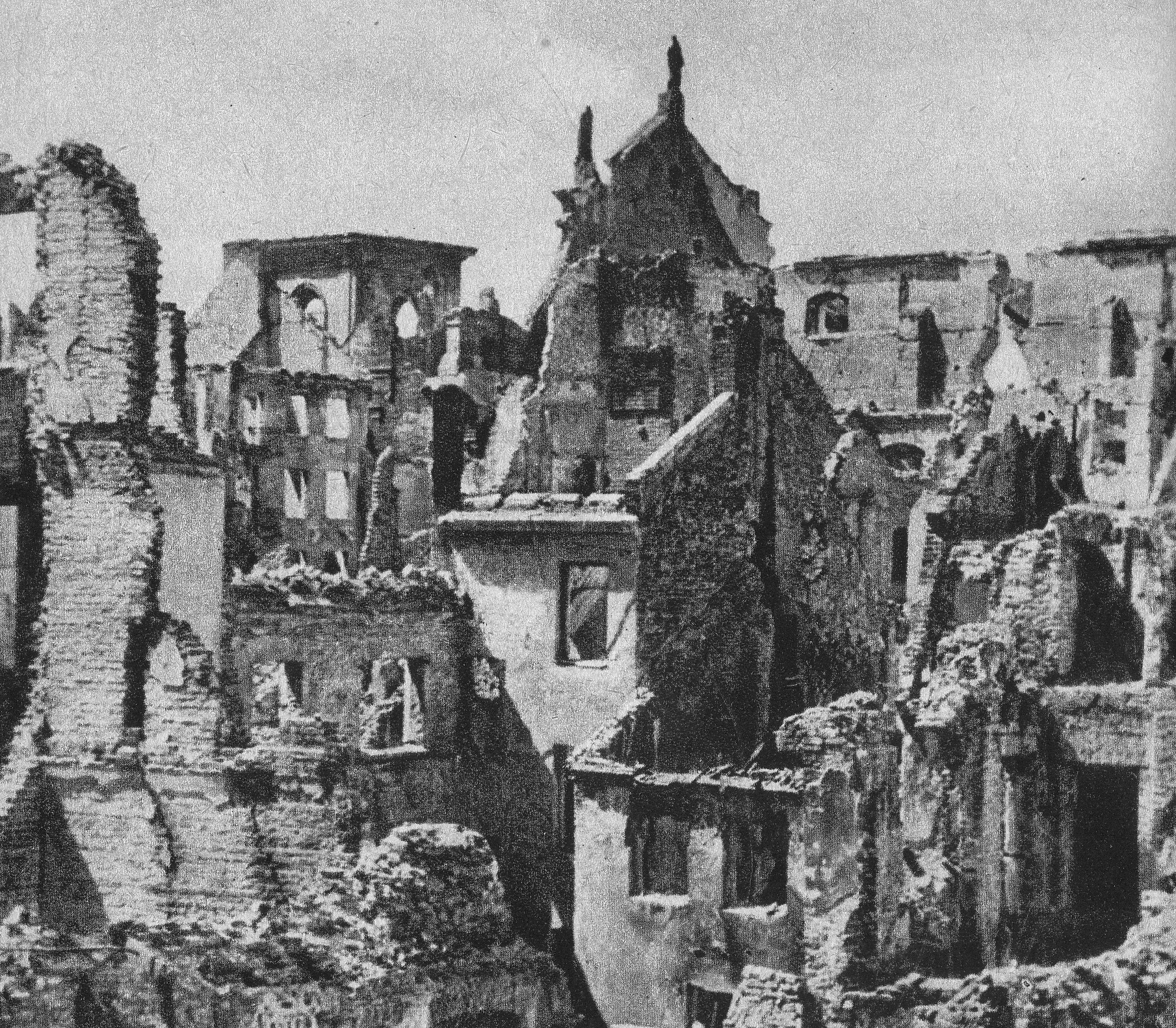
Ruiny świątyni w 1945 roku

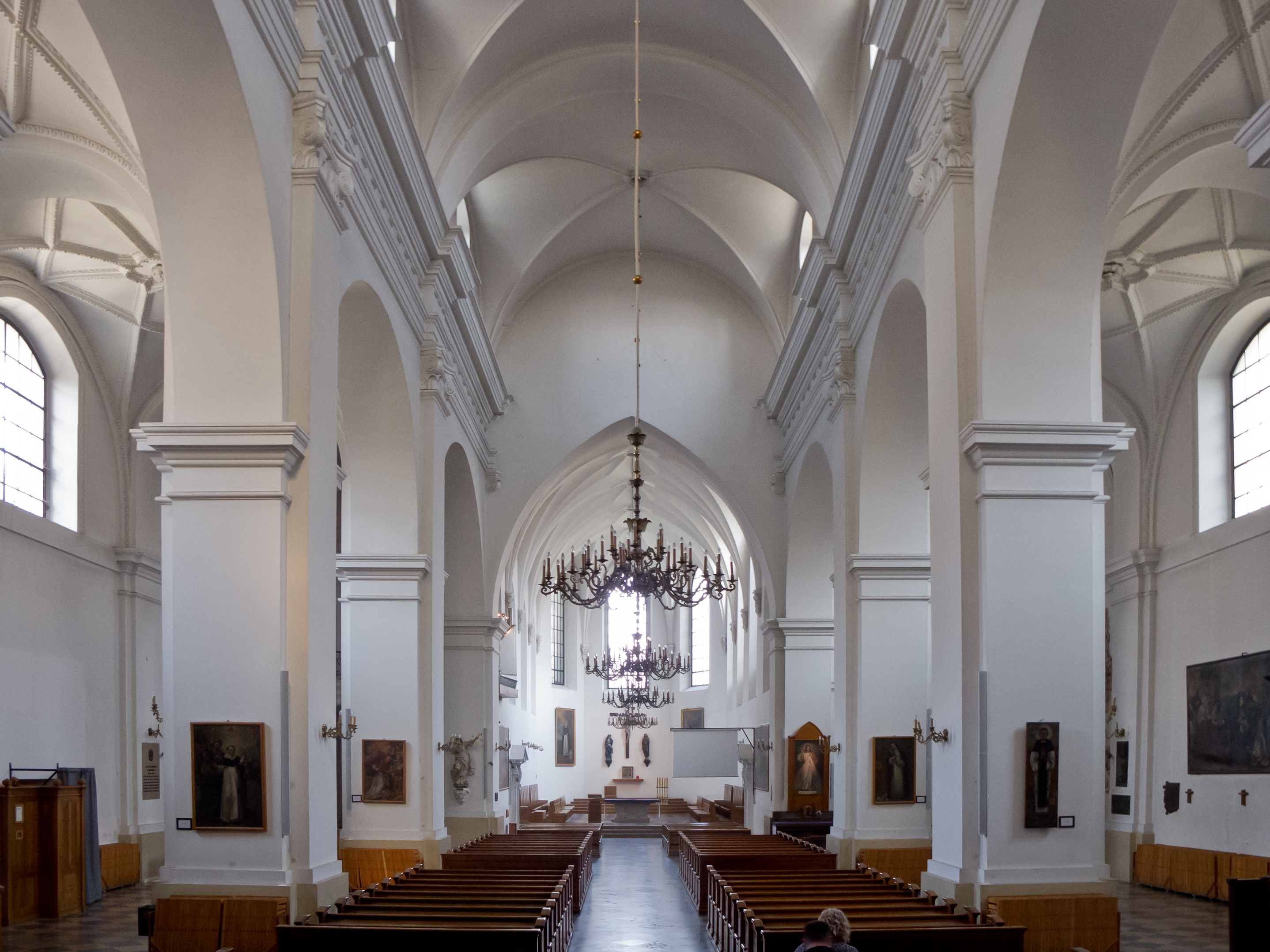
Wnętrze kościoła

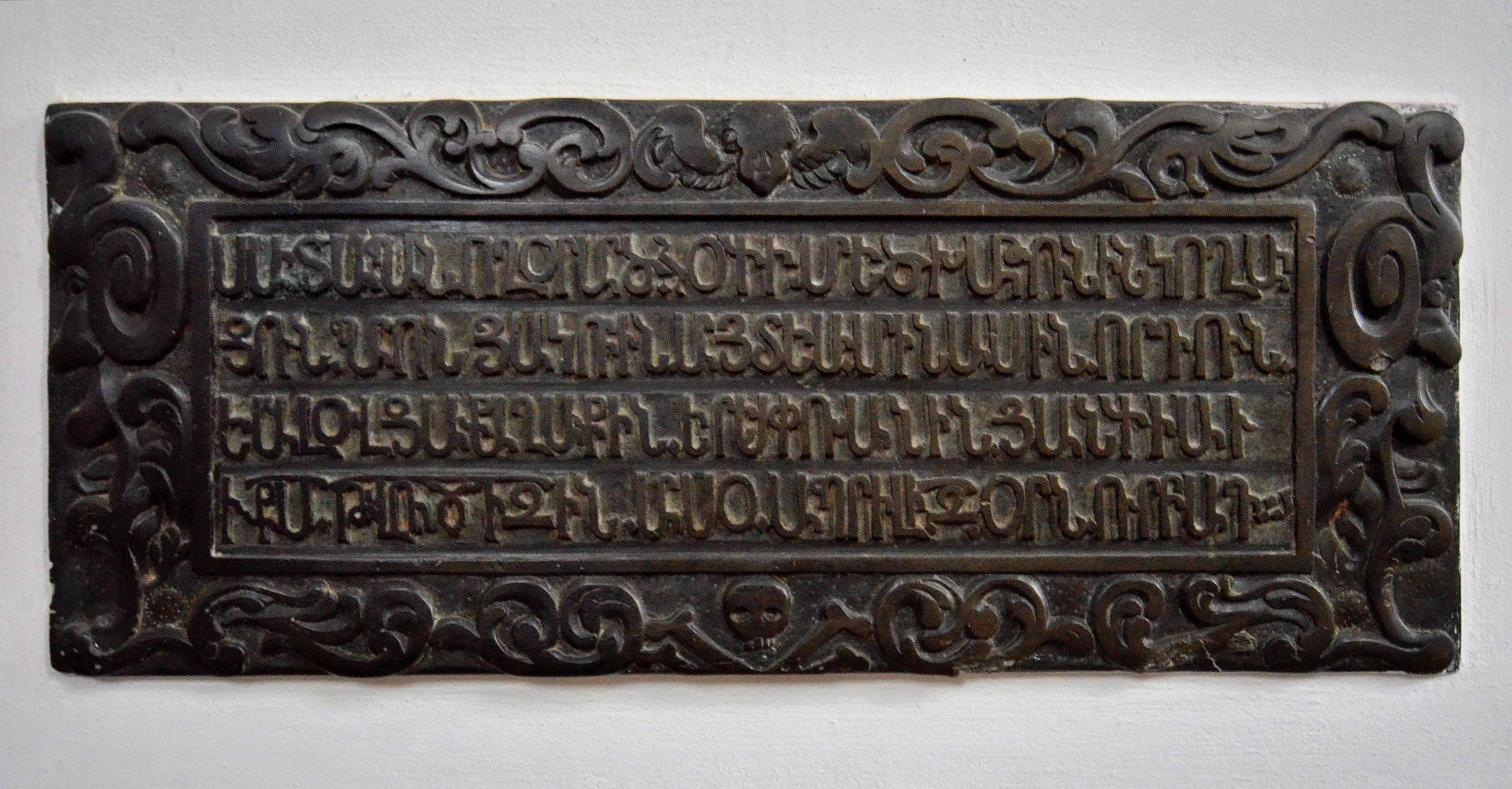
Tablica epitafijna w języku staroormiańskim Jakuba i Marianny Minasowiczów z XVII wieku

Kościół św. Jacka (oo. dominikanów) – kościół na Nowym Mieście w Warszawie w dzielnicy Śródmieście przy ul. Freta 8/10. Jest częścią zespołu klasztornego dominikanów. Należy do parafii Nawiedzenia Najświętszej Maryi Panny.

## Historia
Kościół został zbudowany w latach 1603–1639 z fundacji mieszczan warszawskich w stylu barokowym z elementami postgotyku, prawdopodobnie według projektu Giovanniego Battisty Trevana, a budowniczym był murator Jan Włoch.
W 1603 r. podczas kapituły prowincjalnej w Poznaniu oo. dominikanie postanowili zbudować kościół i klasztor w Warszawie. Wykonanie zadania zlecono o. Abrahamowi Bzowskiemu a ten jadąc do stolicy, w Łowiczu, kupił od ks. Wincentego Oczki – dr medycyny i jego brata Szymona zabudowania z podwórzem i ogrodem owocowym na Nowem-Mieście w Warszawie od uliczki Zatylnej położonych. Oczkowie w dwóch ratach dwa tysiące złp. dostali. Chcąc zakupioną posiadłość poszerzyć do ul. Freta zakupił także od Szymona Wituńskiego – pisarza miejskiego, dom nazywany Kukiełczyńskim z przyległościami i trzy inne domy (od F. Główki i A. Grudzkiej). Biskup poznański Wawrzyniec Goślicki 4 sierpnia 1603 r. wydał pozwolenie na budowę kościoła i klasztoru, zaś król (Zygmunt III Waza) zwolnił dominikanów od ciężarów publicznych. O. Bzowski zbudował drewniane: kaplicę, dom i dzwonnicę. Od 8 listopada 1603 r. nabożeństwa odbywały się przy przenośnym ołtarzu. Cytowany w przypisach J. Bartoszewicz tak opisuje pierwsze nabożeństwa:

Nazajutrz ksiądz Fryderyk Danigieł officyjał warszawski śpiewał tutaj pierwszą mszę o Duchu świętym, a kazanie miał ksiądz Maryjan Postękalski ex-prowincyjał bernardyński z tematu: „wprowadzisz ich i umieścisz na górze dziedzictwa” (exod. 15); na nieszporach sam Bzowski mówił na temat: „jedenasty fundament, Jacek” (Apokal. 21), z zastosowaniem do życia ś-go patryjarchy, którego przed dziewięcią dopiero laty kanonizowano w Rzymie. Nabożeństwo trwało ośm dni w nowym kościółku, a lud pobożny gromadził się i radował, potrzeby zakonników hojnie opatrując.

Na gruncie podarowanym przez Macieja Prackiego (nad Wisłą) dominikanie uruchomili cegielnię, która nie tylko wytwarzała materiał na własne potrzeby, ale także przynosiła dochody. Kierował cegielnią mularz Jan Włoch, który plany kościoła wziął ze św. Jana i rzecz posuwał tak prędko, że już 22 września (1605) mógł położyć Goślicki kamień węgielny na kościół. Prace przy budowie postępowały bardzo szybko i o. Bzowski pierwszą mszę w nowym kościele odprawił 22 października 1606 r. W tym czasie przywieziono do Warszawy relikwie św. Jacka. O. Bzowskiego, który był dwukrotnie przeorem klasztoru (1606–1607 i 1609–1610), powinno się uznawać za jego założyciela. Fundatorem ołtarza św. Jacka był Wojciech Baryczka – kuchmistrz królewski.
Budowa kościoła zakończona została w 1638 r., choć kościół i klasztor wymagały jeszcze wielu prac wykończeniowych. Przeor Jacek Baryczka zaczął budować klasztor murowany w kształcie litery „Z”, w czym pomagała cała rodzina Baryczków. Zasługami O. Baryczki (czterokrotnie był wybierany na stanowisko przeora) są także utworzenie studium formale (na jego cześć nazywane Baricianum), które zatrudniało w owym czasie dwóch profesorów teologii i jednego filozofii oraz dokończenie budowy kościoła i klasztoru (1647 r.). Szkołę tę podniesiono w 1700 r. do rangi studium generale i zrównano w przywilejach z uniwersytetem krakowskim. Pierwszym jego rejensem (rektorem) był o. Albert Siekielewicz, a bakałarzem ks. Jan Alan Bardziński – tłumacz Lukana.
Kościół poświęcił biskup poznański Wojciech Tolibowski 26 czerwca 1661. Kościół był pierwszą świątynią na świecie, której nadano wezwanie polskiego świętego Jacka Odrowąża.
W latach 1662 i 1677 z powodu epidemii cholery kościół i klasztor opustoszały, w tym drugim przypadku prawie na dwa lata.
Dwaj dominikanie, którzy byli przeorami w klasztorze, zostali biskupami: Stefan Antoni Mdzewski (12 marca 1690) został sufraganem łuckim, a potem gnieźnieńskim i Jan Damascen Lubieniecki (7 czerwca 1710) został biskupem bakowskim.
W czasie potopu szwedzkiego 8 września 1655 r. w wielkim refektarzu klasztoru odbyły się rokowania pomiędzy wysłannikami Karola Gustawa a magistratem Warszawy w sprawie poddania miasta. Szwedzi zajęli klasztor na kwatery. Podanie głosi, że żołnierz szwedzki strzelił z pistoletu do obrazu Najświętszej Panny Łaskawej (poświęconego przez nuncjusza apostolskiego de Torres w lutym 1651 r.), kula odbiła się od obrazu i śmiertelnie ugodziła świętokradcę. Szwedzi okupowali klasztor do 1 lipca 1656 r. pozostawiając po sobie ogromne zniszczenia. Przed drugim wejściem wojsk szwedzkich do Warszawy (podczas III wojny północnej w 1702 r.) zakonnicy zdążyli wywieźć do Gdańska wszystkie cenne przedmioty, które powróciły do Warszawy dopiero w 1713 r.
W 1944 r. kościół został zburzony przez Niemców. Został odbudowany w latach 1947–1959 pod nadzorem Haliny Kosmólskiej w szacie wczesnobarokowej (zburzono wówczas ocalałą w czasie wojny neogotycką fasadę świątyni).
W 1965 roku świątynia wraz z zespołem klasztornym dominikanów została wpisana do rejestru zabytków.

## Wyposażenie
Z dawnego bogatego wyposażenia zachowały się m.in.:
- kaplica Kotowskich z lat 1691–1694, według projektu Tylmana van Gameren, zrealizowanego przez Józefa Szymona Bellottiego, odrestaurowana w czasie odbudowy kościoła. Po odbudowie kościoła, w kaplicy umieszczono łaskami słynący obraz Matki Bożej Różańcowej, przywieziony z Czortkowa na Kresach Wschodnich.
- Rzeźba Ecce Homo z kościoła Dominikanów we Lwowie autorstwa Antoniego Osińskiego (w kaplicy Kotowskich)
- Nagrobek Katarzyny z Kosińskich Ossolińskiej z 1607
- Nagrobek Anny z Dobrzykowskich Tarnowskiej z 1616
- Epitafium Reginy Sroczyńskiej z 1689
- Epitafium w języku staroormiańskim małżonków Jakuba (zm. 1683) i Marianny (zm. 1671) Minasowiczów wykonane z brązu (koniec XVII wieku)[5]

## Horribile dictu (strach powiedzieć)
Kronikarz odnotowuje (tekst z niewielkimi skrótami, pisownia oryginalna):

Aleksander Czamer vice-prezydent Starego-Miasta, przez jakąś niechęć do zgromadzenia, stawał mu ciągle na drodze, nabawiając klasztor niepokojów; raz oskarżył dominikanów przed starostą warszawskim, że psują dobry porządek w mieście przez utrzymywanie budek przekupiarskich wystawionych bez żadnego na to upoważnienia przy murze cmentarnym od ulicy, niby na gruncie miejskim. Czamer tak dobrze wystawił prawdę swoją, że Krasiński wojewoda płocki, który był podówczas starostą, natychmiast budy te kazał rozwalać. Napróżno przeor dowodził, że grunt należy do klasztoru i że jedenaście budek znakomity stanowią dochód, napróżno przekonywał, że budki nie były tak bardzo nikczemne i że porządku miasta nie psuły; starosta rozgniewał się jeszcze bardziej i nazajutrz chłopstwo spędził dla rozwalenia budek przemocą (10 listopada). Ale i przeor Kandyd Zagórowski pamiętał o sobie, zebrał co tylko mógł ludzi w klasztorze i stawił zbrojny opór. Wtedy Michał Orłowski kapitan z poddmuchu samego starosty, używszy sto koni rajtarów i tyleż piechoty, podciągnął pod klasztor i ludzi zaczął rozpędzać. W kościele uderzono na gwałt, tłumy ludzi się zbiegły. Na odgłos dzwonu księża porwali się od stołu... i wmieszawszy się pomiędzy lud, dowództwo nad nim przyjęli. Walka zaczęła się od rzucania najprzód kamieniami, które zewsząd ciskano i z wieży i z dołu. W tem brat Adam Gębalski więcej gorący, strzelił z pistoletu. Orłowski rozgniewany wśród trąb i kotłów zakomenderował ognia. Poległ student i ekonom klasztorny Kazimierz Przewodyszewski a ośmiu zakonników było rannych... Wytoczyła się sprawa najprzód do kapturów, a później do trybunału... Starosta widział z żalem, że sprawa wcale nieprzyjemny dla niego bierze obrót, i dlatego po dwóch latach sporów zabiegał o układy... Ojcowie nie byli od tego... zezwolili więc na sąd polubowny, na którym z ich strony zasiadali: kardynał Radziejowski, nuncyjusz Davia, biskup kijowski Święcicki i kanclerz książę Radziwiłł, ze strony zaś starosty biskup płocki Załuski oraz kasztelanowie: inowrocławski Grzybowski, łęczycki Towiański i Aloizy Łoski podstoli wyszogrodzki. Sąd zgromadził się w pałacu prymasa (4 lutego 1699 r.) i postanowił, żeby starosta zapłacił klasztorowi 2000 talar. bitych, połowę jako wieczny fundusz na lampy, ciągle palące się przed Najświętszym Sakramentem, a połowę jako wynagrodzenie za koszty prawne, za kurację pokaleczonych, za naprawę drzwi kościelnych, nadpsutych przez bombardowanie it.d, Czamer na trzy lata w urzędowaniu zawieszony. Po wypłacie, nuncjusz zdjął klątwę ze starosty, vice-prezydenta i wspólników ich...

(niektóre osoby wymienione w cytowanym tekście: wojewoda płocki, starosta warszawski Krasiński, kardynał Radziejowski, biskup kijowski Święcicki, książę Radziwiłł, biskup płocki Załuski, kasztelan łęczycki Towiański i Aleksander Czamer)

## Współczesna działalność
Przy klasztorze powstały duszpasterstwa, grupy i społeczne ośrodki:
- Duszpasterstwo Akademickie[6]
- Duszpasterstwo PostAkademickie[7]
- Duszpasterstwo Rodzin
  - Duszpasterstwo Małżeństw
  - Duszpasterstwo Związków Niesakramentalnych
- Bractwo Różańcowe
- Wspólnota Adonai (Odnowa w Duchu Świętym)[8]
- Trzeci Zakon Świętego Dominika
- Dominikańska Szkoła Wiary[9]
- Fundacja „Sto pociech”[10]
- Dominikański Ośrodek Rodziny
  - Poradnia Rodzinna
- Kurs przedmałżeński
- Refleksje na Biblią
- „Pracownia Dialogu” Specjalistyczna Poradnia Psychologiczna[11]
- Areopag[12]
- Zespół wokalny Mirabilia Musica[13]